# Geza Vermes
Geza Vermes (Makó, Hungría, 22 de junio de 1924 - 8 de mayo de 2013) fue un historiador de las religiones. Doctor en Teología y Letras, fue profesor en la Universidad de Oxford y escritor de numerosos estudios sobre la relación entre judaísmo y cristianismo, siendo considerado especialista sobre los esenios, los textos arameos y Jesús de Nazaret. Se le estima como uno de los más eminentes conocedores de la vida y doctrina de Jesús, cuya narración evangélica ha situado en su contexto judío.

## Biografía

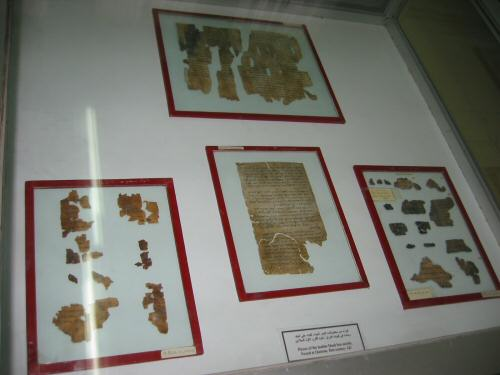
Fragmentos de los rollos de Qumrán en el Museo arqueológico de Amán en Jordania.

Los padres de Geza Vermes eran judíos húngaros. Su padre era periodista. En 1931, decidieron convertirse al catolicismo e hicieron bautizar a sus hijo a la edad de siete años. Desaparecieron en la Shoah (1944). 
Tras la Segunda Guerra Mundial, Geza Vermes fue ordenado sacerdote e hizo sus estudios primero en Budapest y luego en el Colegio Saint-Albert y la Universidad Católica de Lovaina, donde estudió historia y lenguas orientales. En 1953 su tesis doctoral en Teología trató sobre los Manuscritos del mar Muerto.
Abandonó la Iglesia católica en 1957 y retomó su identidad judía, estableciéndose en el Reino Unido, donde enseñó en la Universidad de Newcastle upon Tyne. Se casó con Pamela Hobson en 1958. En 1965 se unió a la Facultad de estudios orientales de la Universidad de Oxford, donde se convirtió en el primer profesor de estudios judíos, puesto que ocupó hasta su jubilación en 1991. Tras el fallecimiento de su esposa en 1993, se volvió a casar en 1996 con Margaret Unarska. Tuvo un hijo.
Falleció el 8 de mayo de 2013, a los 88 años.

## Carrera
El profesor Vermes fue uno de los primeros especialistas en examinar los Manuscritos del mar Muerto poco después de su descubrimiento en 1947 y es el autor de su traducción al inglés.
Geza Vermes era, al momento de su muerte, profesor emérito de estudios judíos y Fellow emérito del Wolfson College de Oxford y continuó enseñando en el Instituto Oriental de Oxford. Fue Redactor Jefe del Journal of Jewish Studies Desde 1971 a 1991 dirigió el Oxford Forum for Qumran Research en el Centro de Estudios Hebraicos y Judíos de Oxford.
Miembro de la Academia Británica y de la Academia Europea de Artes, Ciencias y Humanidades, el profesor Vermes fue nombrado doctor honoris causa de la Universidad de Edimburgo (1989), de la Universidad de Durham (1990) y de la Universidad de Sheffield (1994). Recibió la medalla Wilhelm Bacher de la Academia Húngara de Ciencias (1996).

## Publicaciones

### En francés
- Les Manuscrits du désert de Juda, Desclée et Cie, 1953
- Jésus le Juif, Desclée, 1978
- Enquête sur l'identité de Jésus, Bayard, 2003
- L'Évangile des origines, Bayard, 2004
- Les Énigmes de la Passion: L'histoire qui a changé le monde, Bayard, 2006
- Dictionnaire des contemporains de Jésus, Bayard, 2008

### En inglés
- Scripture and tradition in Judaism: Haggadic studies (Studia post-biblica), Brill, Leiden 1961 ISBN 90-04-03626-1
- Jesus the Jew: A Historian's Reading of the Gospels, Minneapolis, Fortress Press 1973 ISBN 0-8006-1443-7
- The Dead Sea Scrolls : Qumran in Perspective, Minneapolis, Fortress Press 1977 ISBN 0-8006-1435-6
- Jesus and the World of Judaism, Minneapolis, Fortress Press 1983 ISBN 0-8006-1784-3
- The Essenes According to the Classical Sources (con Martin Goodman), Sheffield Academic Press 1989 ISBN 1-85075-139-0
- The Religion of Jesus the Jew, Minneapolis, Fortress Press 1993 ISBN 0-8006-2797-0
- The Complete Dead Sea Scrolls in English, Penguin 1997 ISBN 978-0-14-044952-5 (2004 ed.)
- The Changing Faces of Jesus, London, Penguin 2001 ISBN 0-14-026524-4
- Jesus in his Jewish Context , Minneapolis, Fortress Press 2003 ISBN 0-8006-3623-6
- The Authentic Gospel of Jesus, London, Penguin 2004 ISBN 0-14-100360-X
- The Passion, London, Penguin 2005 ISBN 0-14-102132-2.
- Who's Who in the Age of Jesus, London, Penguin 2005 ISBN 0-14-051565-8
- The Nativity: History and Legend, London, Penguin 2006 ISBN 0-14-102446-1
- The Resurrection: History and Myth, Doubleday Books 2008 ISBN 0-385-52242-8.

### Autobiografía
- Providential Accidents, London, SCM Press, 1998 ISBN 0-334-02722-5; Rowman & Littlefield, Lanham MD, 1998 ISBN 0-8476-9340-6.